# Автомагістраль А9 (Франція)
Автомагістраль A9 (La Languedocienne / La Catalane) — автомагістраль на півдні Франції.
Дорога є частиною європейського маршруту E15, як і дорога A9 (Шотландія). Дорога пролягає між Оранжем і Пертусом, у Східних Піренеях на кордоні з Іспанією, де вона переходить у Автопісту AP-7. 
Маршрут проходить повз наступні великі міста Перпіньян (Східні Піренеї), Нарбонну (Од), Безьє та Монпельє (Еро), Нім (Гар) і Оранж (Воклюз), перш ніж приєднатися до автомагістралі A7 (Марсель – Ліон). Маршрут 2x3 на південь до виїзду 41 (Perpignan-Nord); Розширення між виїздом 41 та іспанським кордоном зараз (2012) триває.
Автомагістраллю A9 керувала компанія Autoroutes du Sud de la France (ASF), яку в 2006 році придбала Vinci Autoroutes. Вартість проїзду всієї дороги регіоном Лангедок-Руссільйон на автомобілі становить 23,70 євро (з 1 лютого 2012 року).

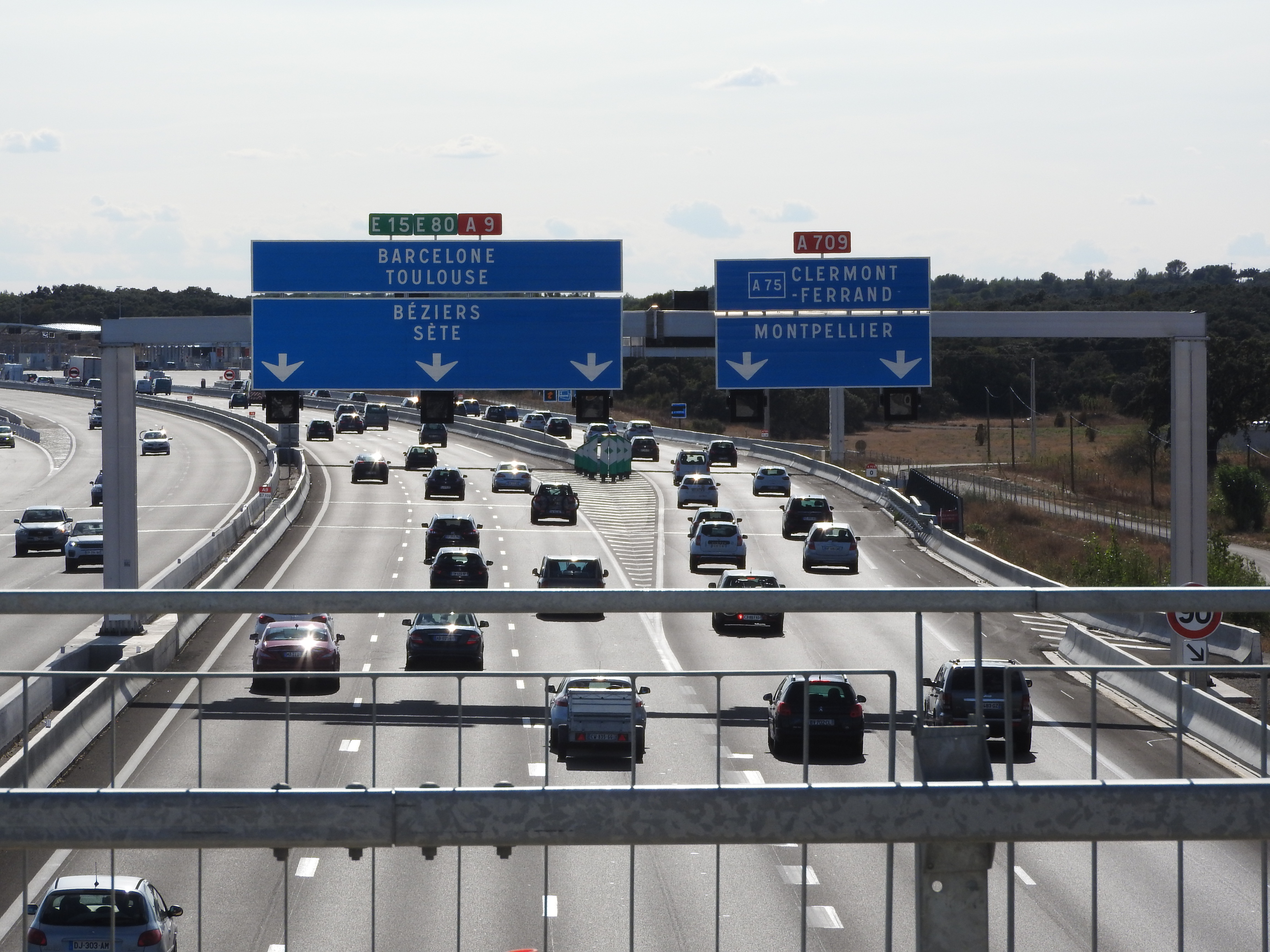
A9 з'їзд на A709

## Монпельє
Навколо Монпельє дорога розпадається на A9 і A709, остання з яких безкоштовна. До виїздів 28–32 (включно) з A9 можна дістатися лише з A709. Якщо хтось випадково залишиться на А9, дистанція може бути до 35 км аж до наступного виїзду.